# American Flyer (группа)
American Flyer — американская фолк-роковая супергруппа, которую организовали в 1976 году известные музыканты: гитарист, вокалист Крейг Фуллер (англ. Craig Fuller, ex-Pure Prairie League), гитарист, клавишник, вокалист Эрик Каз (англ. Eric Kaz, ex-Blues Magoos), гитарист, вокалист Стив Кац (англ. Steve Katz, ex-Blues Project, ex-Blood, Sweat and Tears), бас-гитарист, вокалист Дуг Юл (англ. Doug Yule, ex-Velvet Underground). Группа записала два альбома (оба попали в чарты Billboard, на 87 и 171 места, соответственно), которые продюсировал Джордж Мартин.
После распада группы в 1978 году, Фуллер и Каз выпустили совместный альбом.

## Дискография
- American Flyer — 1976
- Spirit of a Woman — 1977
- American Flyer & Spirit Of A Woman — 1983 (два альбома на одном СД)

### Craig Fuller & Eric Kaz
- Craig Fuller / Eric Kaz — 1978